# 3C 249.1
3C 249.1 là một thiên hà Seyfert nằm trong chòm sao Thiên Long.